# Révolution roumaine de 1848
Pour les articles homonymes, voir Révolution roumaine.

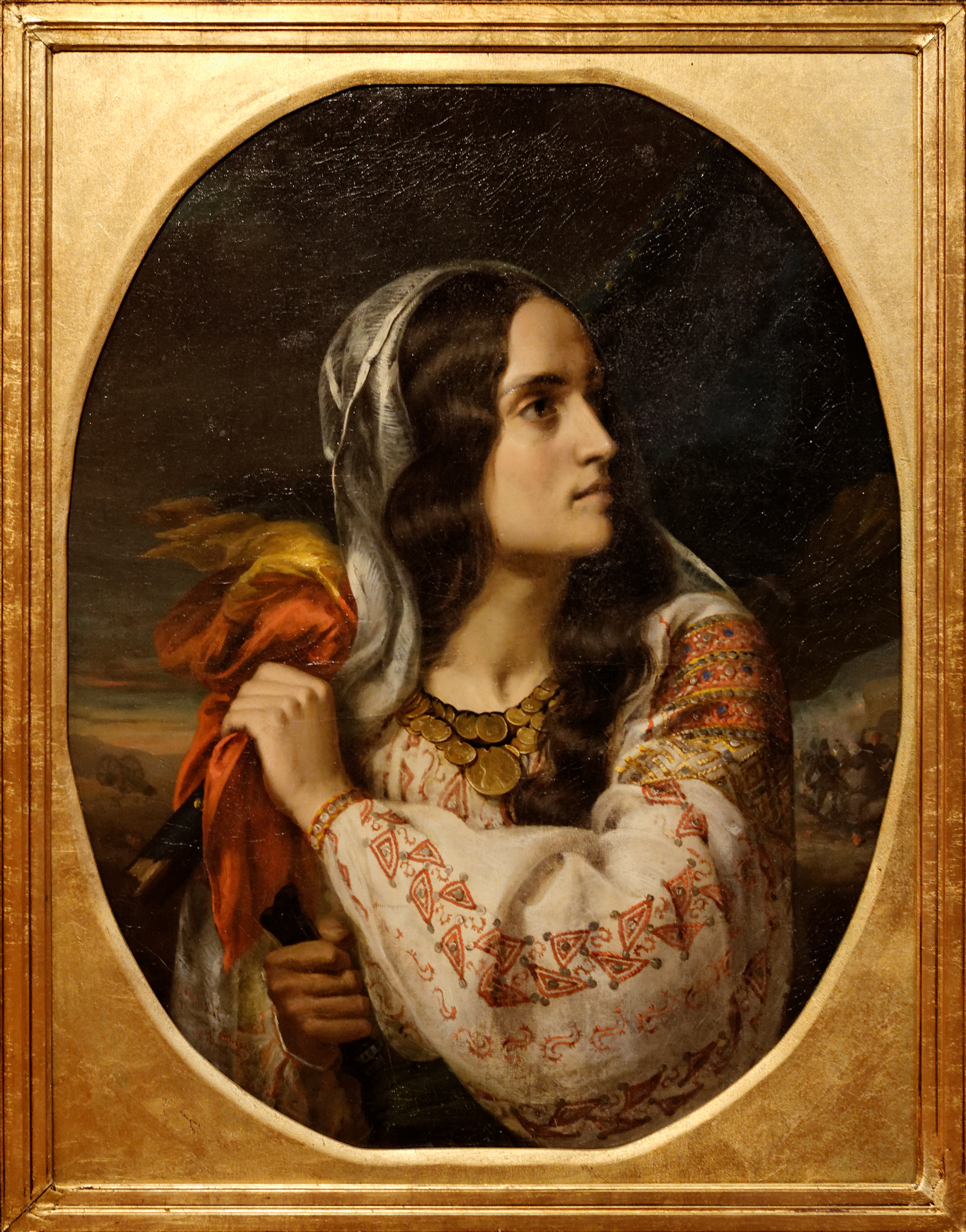
La Roumanie révolutionnaire, Constantin Daniel Rosenthal (1850)

La révolution roumaine de 1848 est une partie du printemps des Peuples et de la renaissance culturelle roumaine : elle commence en février 1848. Dans les pays unifiés de longue date, comme la France, la révolution a eu un caractère essentiellement social, tandis que dans les pays politiquement divisés tels l'Allemagne, l'Italie ou la Roumanie, elle a aussi porté des revendications d'émancipation nationale et d'unification. Dans la quasi-totalité des atlas historiques occidentaux, la révolution roumaine de 1848 est ignorée pour deux raisons :
- il n'y a pas eu de révolution dans l'Empire ottoman, or ces ouvrages considèrent à tort la Moldavie et la Valachie comme des provinces de l'Empire ottoman, alors qu'il s'agissait en réalité de principautés certes vassales de la Sublime Porte de Constantinople, mais autonomes, gouvernées par des Hospodars et différentes de l'Empire ;
- dans l'empire d'Autriche, ces ouvrages ne prennent en considération que les révolutions de Vienne et de la Hongrie, car ils considèrent à tort la Transylvanie comme une simple région du royaume de Hongrie, alors que jusqu'en 1867 il s'agissait d'une Grande-Principauté différente de ce Royaume, autonome et dirigée par des gouverneurs nommés par l'Empereur[1].

## Déroulement

### Moldavie

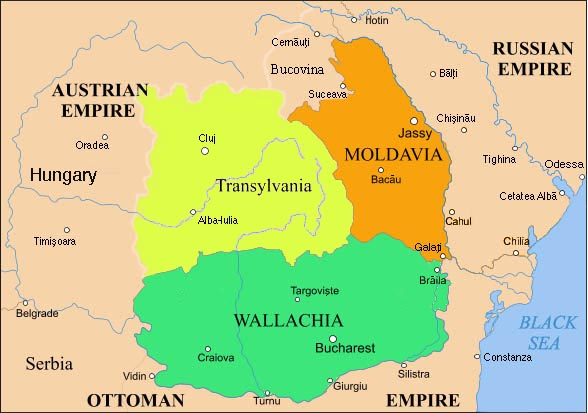
Les principautés roumaines en 1848

La contribution moldave à la révolution de 1848 fut surtout intellectuelle. Les lettrés et enseignants moldaves se réunissent le 27 mars 1848 dans les salons de l'hôtel Pétersbourg à Iași, et forment une sorte de Constituante présidée par Vasile Alecsandri, qui rédige un programme en 35 points. Le Hospodar Mihail Sturdza est au courant et, jouant les despotes éclairés, laisse faire. De fait, l'aristocratie des boyards et la bourgeoisie y adhèrent, d'autant que le programme en 35 points était relativement modéré. La jeunesse manifeste, les ouvriers et les ruraux s'agitent. Mais Mihail Sturdza apprend bientôt que des troupes russes se massent à la frontière pour étouffer toute tentative révolutionnaire, et il avertit alors Alecsandri que lui et ses proches seront arrêtés préventivement pour être envoyés à Constantinople afin d'y être assignés à résidence. Durant le transfert, en Valachie, à Brăila, une amie du Hospodar, la princesse Maria Rosetti, les fait « évader » et les fait passer secrètement en Bucovine (la partie autrichienne de la Moldavie) en passant par la Transylvanie.
Ainsi, l'été 1848, une cinquantaine de chefs révolutionnaires moldaves, dont Alexandru Ioan Cuza, Mihail Kogălniceanu, Costache Negri, Alecou Russo et Vasile Alecsandri se retrouvent à Cernăuți. Kogălniceanu y publie en août un nouveau programme en 36 points intitulé "Les vœux du parti de la nation de Moldavie". Contrairement à la version modérée de mars, ce nouveau programme est beaucoup plus radical : il exige l'égalité politique et civile de tous les citoyens, sans distinction de religion, d'origine ou de sexe, l'institution d'une école gratuite et obligatoire, la réforme agraire, l'abolition du Règlement organique (une législation imposée par l'Empire russe en accord avec l'Empire ottoman, depuis 1834) et l'unification de la Moldavie et de la Valachie. La Transylvanie, la Bucovine et la Bessarabie n'y sont pas mentionnées, pour ne pas provoquer une invasion des Empires voisins, mais une carte de César Bolliac circulant dans les milieux révolutionnaires indique en gros caractères le nom « România » s'étalant de Timișoara dans l'empire d'Autriche à Cetatea Albă en Russie.
Cela suffit pour que les autorités autrichiennes dispersent et assignent à résidence les chefs révolutionnaires en divers points de la Bucovine, étouffant ainsi dans l'œuf la révolution en Moldavie.

### Valachie
Comme lors de la révolution de 1821, le mouvement révolutionnaire fut beaucoup plus intense en Valachie, où les anciens Pandoures (roumain : panduri) de Tudor Vladimirescu surent rallier à eux une grande partie de l'armée et de l'administration. Les citadins, quasi-unanimes, adhérèrent à la révolution.
- 7 juin 1848 à Craiova. Gheorghe Magheru, Nicolae Bălcescu et Costache Romanescu forment un comité de salut public d'une vingtaine de membres.
- 9 juin 1848. À Islaz (județ de Teleorman, en Olténie), le Comité de Salut Public rallie à lui le préfet local Ioan Maiorescu, le commandant Nicolae Pleșoianu (envoyé avec ses troupes depuis Craiova pour étouffer le mouvement), et les boyards Ștefan Golescu et Costache Romanescu (ce dernier en devient le secrétaire). Avec le ralliement du professeur et éditeur bucarestois Ion Heliade Rădulescu et du général Christian Tell, le Comié se transforme en Gouvernement révolutionnaire provisoire et dispose désormais d'une armée. Le prince Gheorghe Bibesco, qui avait donné l'ordre d'appréhender aux frontières tous les révolutionnaires roumains revenant de Paris, est déclaré déchu. Le Gouvernement révolutionnaire charge le pope Radu Șapcă d'organiser des États généraux. Ceux-ci adoptent la proclamation d'Islaz (en), analogue au "Programme en 36 points" des révolutionnaires moldaves.
- 11 juin 1848. À Bucarest, le prince Gheorghe Bibesco, contraint par l'armée qui a pris fait et cause pour la Révolution, signe la Proclamation d'Islaz qui devient ainsi la nouvelle Constitution et se substitue au Règlement organique. Le lendemain, l'ambassadeur de Russie se présente au palais et remet au prince un ultimatum : soit il revient sur sa signature, soit la Russie occupera la Valachie. Bibesco préfère abdiquer sur le champ. Dès lors, deux pouvoirs parallèles et antagonistes se mettent en place : en province et dans les quartiers périphériques de Bucarest, c'est le pouvoir révolutionnaire, avec ses Comités ; à Craiova et dans le centre de Bucarest, un pouvoir conservateur (dit « légitimiste ») qui ne tient que par les garnisons russes.
- 13 juin 1848. À Craiova, les Russes et les conservateurs préfèrent quitter la ville sous les quolibets, dès que l'approche des troupes révolutionnaires est signalée. La nouvelle Constitution est lue devant une foule en liesse. Le lendemain à l'aube, une délégation « légitimiste » demande audience à Ion Heliade Rădulescu. Lorsque celui-ci la reçoit en mairie, le colonel « légitimiste » Ion Vlădoianu et une cinquantaine de soldats déguisés en civils, mais armés, prennent le contrôle de l'édifice et séquestrent les révolutionnaires présents. Mais Gheorghe Magheru, Grigore Bengescu, Iancu Obedeanu, Nică Locusteanu et Ioan Maiorescu mobilisent leurs troupes et la population craïovienne, et cernent la petite troupe de Vlădoianu, qui doit se rendre et est faite prisonnière.
- 14 juin 1848. À Craiova. Le gouvernement révolutionnaire adopte le tricolore bleu-jaune-rouge symbolisant alors « Liberté-Égalité-Fraternité », dont le premier exemplaire fut cousu par Maria Alexandrina, la jeune fille de Gheorghe Magheru, en hommage à la révolution de 1821[4].
- 15 juin 1848. Départ du gouvernement provisoire (et de son armée) de Craïova vers Bucarest.

Le même jour, l'ambassadeur russe à Constantinople se présente au siège du gouvernement ottoman pour déclarer que la Russie ne tolérera pas de foyer révolutionnaire à ses portes et que si le suzerain turc n'intervient pas dans les principautés qui lui sont vassales, l'armée russe le fera.
- 16 juin 1848. Les révolutionnaires de Craïova font leur jonction avec ceux de Bucarest. Ces derniers, conscients du danger que représentent, pour la révolution, les Empires voisins, sont beaucoup plus modérés. Un nouveau gouvernement est formé, chargé de rassurer les ambassadeurs russe, autrichien et turc, et d'obtenir l'appui de la France. Le métropolite Néophyte, primat de l'église valaque, en prend la tête. Outre Ion Heliade Rădulescu, Nicolae Golescu, Ștefan Golescu, Christian Tell, Gheorghe Magheru, Constantin A. Rosetti et Nicolae Bălcescu, il comprend aussi le modéré Ion C. Brătianu.
- 19 juin 1848. À Bucarest, les « légitimistes », armés et soutenus par la petite garnison russe, tentent un coup d'État, qui échoue grâce à la mobilisation de la population, menée par la riche marchande Ana Ipătescu et par Nicolae Golescu. Gheorge Magheru, promu général, devient ministre de la défense.

Le drapeau révolutionnaire de 1848 ("Justice, Fraternité").

Le même jour, à Giurgiu, un protocole d'intervention est signé entre la Russie et l'Empire ottoman, la première devant occuper la Moldavie, le second la Valachie. Le gouvernement valaque envoie alors un ambassadeur auprès du commandant des troupes turques, Soliman Pacha, pour l'assurer des intentions pacifiques et cordiales du nouveau gouvernement vis-à-vis de la Sublime Porte. Soliman Pacha exige la dissolution du gouvernement provisoire en préalable à son entrée à Bucarest, afin de négocier lui-même la constitution d'un gouvernement agréé par l'Empire ottoman.
Malgré la désapprobation de la population, le gouvernement accepte, reçoit Soliman Pacha à Bucarest (mais sans son armée), négocie, et un compromis est signé : une « régence princière » (en roumain : locotenență domnească) sera assurée par Ion Heliade Rădulescu, Cristian Tell et Nicolae Golescu, avec l'assentiment du suzerain ottoman. À la suite de cette reconnaissance, l'ensemble des gouvernements européens reconnaissent le nouveau gouvernement valaque, à l'exception de l'Empire russe. Ce dernier exige le limogeage de Soliman Pacha et son remplacement par un partisan de la répression sans limites : Fouad Pacha.
- Juillet et août 1848 : alors qu'en Valachie la « régence princière » gouverne avec modération, libère les « légitimistes » et prend de nombreuses mesures sociales conformes à la Proclamation d'Islaz, les ottomans accèdent aux exigences russes et massent des troupes à la frontière, sur le Danube. Le gouvernement valaque s'efforce intensément de rassurer les puissances impériales quant à ses intentions.
- 11 septembre 1848 : l'Empire ottoman envahit la Valachie.
- 13 septembre 1848 : les troupes ottomanes prennent Bucarest, massacrant l'armée révolutionnaire ; les derniers défenseurs, lors de la bataille (ro) de la butte de Spirea, sont une compagnie de sapeurs-pompiers dirigés par le capitaine Pavel Zaganescu (ro). De nos jours, chaque 13 septembre, est commémorée dans le pays la Journée des pompiers de Roumanie (ro). La guerre, suivie d'une répression féroce, se poursuit ensuite en province.
- 30 novembre 1848 : alors que l'armée révolutionnaire n'est plus que morts, blessés et prisonniers, la 1re division ottomane (environ 10 000 hommes commandés par Husseïn Pacha) s'approche de Craïova, dont la population, grossie de milliers de villageois des communes alentour, s'arme de tout ce qui lui tombe sous la main. C'est un massacre, car les Craïoviens et leurs voisins érigent des barricades rue par rue et refusent de se rendre. Bien que supérieurs en nombre et en armement, les turcs perdent aussi près de deux mille hommes. C'est la fin de la révolution en Valachie. Comme en Moldavie, le régime féodal est rétabli. Les chefs révolutionnaires s'exilent une fois de plus à Paris et Bruxelles[5].

### Transylvanie
En Transylvanie, la situation est particulière car les révolutionnaires hongrois de Lajos Kossuth, profondément jacobins et centralisateurs, entendent annexer ce pays, ainsi que la Croatie, et supprimer toute autonomie locale ; de plus, ils veulent faire du magyar la seule langue de la future Hongrie révolutionnaire[réf. nécessaire]. Dans ce projet, les roumanophones de Transylvanie, qui s'étaient déjà soulevés en 1784, n'ont aucune chance de voir aboutir leurs revendications. En conséquence, si une minorité de roumanophones, moins attachés à leur culture, adhère au programme de Kossuth lors des diètes de Cluj/Kolozsvár et de Debrecen, la majorité, par contre, s'en détache, pour initier une révolution séparée, et anti-hongroise. Cette situation profitera aux forces réactionnaires, et cela d'autant plus facilement que l'armée révolutionnaire de Kossuth se montre très brutale avec quiconque discute un tant soit peu les décisions du gouvernement de Budapest.

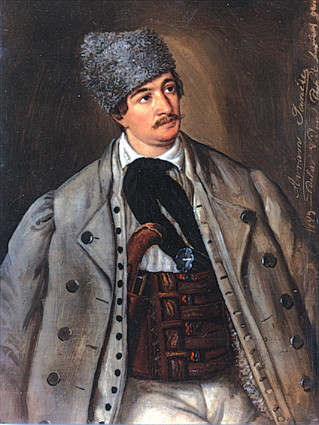
Avram Iancu

Le 15 mai 1848, à Blaj, a lieu l'assemblée révolutionnaire des Roumains de Transylvanie, réunie à l'initiative de l'avocat Avram Iancu (en magyar : Janko Abraham), qui forme aussi un corps de volontaires. L'armée de Kossuth réagit par des tirs sans sommation, mais les volontaires roumains, montagnards aguerris par une vie de privations et experts en pièges et embuscades, la repoussent par deux fois dans le massif du Bihor, à Abrud et à Mărișel (dans les mêmes terroirs où la révolution transylvaine de 1784 avait tenu en échec les hussards magyars 64 ans plus tôt). Parmi les leaders de cette révolution, qui reprennent à peu de chose près les revendications du Supplex libellus valachorum de 1784 et des 36 points du "Parti de la nation de Moldavie", on note la présence d'Alexandru Papiu-Ilarian, d'Ioan Axente Sever, de Simion Balint, de Simion Bărnuțiu, d'Ioan Buteanu, de Petru Dobra, Timotei Cipariu, Ioan Dragoș, Ioan Sterca-Șuluțiu et David Urs de Margina.
Le 29 mai 1848, à Cluj/Kolozsvár, a lieu une réunion exceptionnelle de la diète transylvaine. Le système électoral censitaire fait que la majorité roumanophone du pays (70 % de la population) y est très peu représentée (sur 300 députés, il y a 273 magyars, 24 germanophones et seulement 3 roumanophones). La majorité des députés, des magyars ralliés à Kossuth, proclame l'annexion de la Transylvanie à la Hongrie, au grand dam des roumanophones, mais aussi des Saxons et d'une partie des Széklers. Même le grand poète hongrois Sándor Petőfi, lui-même transylvain, prit parti contre cette décision.
Le divorce était définitivement consommé entre les révolutionnaires hongrois d'un côté, et les roumains et les croates de l'autre. Les efforts de Nicolae Bălcescu, médiateur missionné par le gouvernement révolutionnaire de Valachie, qui alla voir Kossuth lui-même à Budapest (la conversation eut lieu en français), n'aboutirent à rien. Une partie de l'armée magyare en était encore à réprimer les roumains en Transylvanie, alors qu'à l'appel des Habsbourg soucieux de reconstituer leur empire, les troupes russes envahissaient déjà la Hongrie révolutionnaire, conformément aux traités de la Sainte-Alliance. Résultat : la révolution hongroise fut écrasée à la bataille de Șiria (près d'Arad).
Quant aux révolutionnaires roumains, les autorités impériales leur accordèrent l'amnistie à condition de déposer les armes, ce que la plupart firent (les autres s'exilèrent). L'autonomie de la Transylvanie fut rétablie pour encore 19 ans (elle fut définitivement abolie en 1867). Avram Iancu sombra dans la dépression, cessa de plaider, adopta un comportement excentrique (il parcourait les villages en jouant des airs de flûte), fut radié du barreau, refusa une décoration offerte par le jeune empereur François-Joseph en visite en Transylvanie (pour le remercier d'avoir combattu Kossuth) et fit un tel scandale face au souverain, qu'il fut considéré fou et chassé manu-militari.

## Suites
La révolution roumaine de 1848 a été un échec comme quasiment partout ailleurs en Europe (avec une seule exception en Suisse, où la République et Canton de Neuchâtel fut proclamée le 1er mars 1848 au détriment du roi de Prusse; en France, elle a permis un changement de régime qui n'a débouché que sur un second Empire bonapartiste), mais elle a néanmoins été facteur de progrès sociaux, par les réformes auxquelles les conservateurs ont été obligés de consentir, et surtout, elle a fait comprendre aux révolutionnaires (presque tous réfugiés à Paris et à Bruxelles) que pour atteindre leurs objectifs, l'efficacité d'une bonne coordination et d'une action progressive, diplomatique et politique, était supérieure à celle d'une révolution violente. Onze ans après 1848, les « principautés danubiennes » de Moldavie et Valachie laissent place à une Principauté de Roumanie qui réforme les institutions, sécularise les domaines ecclésiastiques, procède à une réforme agraire partielle, rend l'instruction primaire obligatoire, et fait reconnaître son existence et son régime par l'Europe. La principauté de Roumanie reste vassale de l'Empire ottoman pour encore 19 ans, mais est déjà de facto un État indépendant.